# Mercedes-Benz ConceptFASCINATION
Mercedes-Benz ConceptFASCINATION — концепт-кар, 3-дверный универсал, созданный на базе обновлённого E-класса W212 и представленный публике 11 сентября 2008 года на Парижском автосалоне.

## Описание

### Внешний вид и интерьер
В Германии термин Fascination применяется для описания нового направления в дизайне автомобилей. Компания Mercedes-Benz воплотила в ConceptFASCINATION инновационные и нетрадиционные пропорции, которые отображают новый взгляд на кузов купе, представляющий собой захватывающее и рациональную комбинацию спортивного и элегантного дизайна со стильной практичностью. По внешнему облику концепта можно судить об оформлении передней части серийного E-класса W212. Деревянная отделка, алюминиевые вставки и тонированные стёкла создают особенный, эксклюзивный вид. Багажник концепт-кара включает охлаждающий отсек и установку для увлажнения, а также предлагает большое пространство для полезной нагрузки.
Прототип стал одним из самых ярких шоу-стопперов Парижского автосалона в 2008 году. Выштамповки позади дверных ручек заставляют вспомнить о классических лимузинах с открывающимися против хода задними дверьми, которых в ConceptFASCINATION просто нет. Представительский двухдверный универсал получил большую боковую площадь остекления и панорамную крышу из затемнённого стекла.
Уровень пола багажника получился большим, чем уровень пола салона. Визуально части интерьера Mercedes-Benz ConceptFASCINATION соединяет широкий и высокий центральный тоннель. В двух специальных отделениях обитого кожей и отделанного алюминием и деревом ценных пород багажника расположены два бинокля и цифровой фотоаппарат Leica.
Дитер Цетше, председатель Совета директоров концерна Daimler AG, высказался о ConceptFASCINATION следующим образом:

«Данный концепт-кар является продолжением традиционных купе от Mercedes-Benz, продолжая стилистическую линию марки. Абсолютно новая интерпретация купе рождает эмоциональность и притягательность линий ConceptFASCINATION. Данная разработка отвечает высочайшим требованиям конструкторских стандартов благодаря динамизму и эстетичности, а также тщательной ручной обработке деталей»

Передняя оптика сохраняет традиции и включает сдвоенные, ромбовидные светодиодные фары в новом, современном дизайне. «C»-образные волоконно-оптические элементы свободно перемещаются позади линзованных фар, выступая в роли ярких фонарей. Плоские, горизонтальные светодиодные фонари, которые простираются вокруг задней части автомобиля, подчеркивают его ширину. Завершается концепт небольшими дополнительными крыльями в обрамлении четырёх выхлопных труб.
Капот автомобиля выполнен в V-образной форме. Мощно оформленная решётка радиатора с фирменной центральной звездой марки Mercedes-Benz создаёт выразительный облик бренда. На автомобиле установлены легкосплавные диски R20 дизайна «мульти-спицы» с шинами шириной 245 мм спереди и 275 мм сзади.

### Двигатель
Двигатель концепт-кара — экономичный и экологический 4-цилиндровый агрегат объёмом в 2200 см3 дизель с технологией BlueTEC (в комплексе с добавкой AdBlue), дебютировавший 10 сентября 2008 года на автомобиле Mercedes-Benz C 250 CDI BlueEFFICIENCY Prime Edition. Мотор развивает мощность в 204 л. с. (150 кВт) и 500 Н·м крутящего момента. Переключение передач осуществляется при помощи 5-ступенчатой автоматической коробки передач.
Данный двигатель на момент выпуска автомобиля являлся новшеством в линейке 4-цилиндровых дизельных моторов компании. В нём получили обновление все элементы: мощность, крутящий момент, выброс выхлопных газов и, прежде всего, экономичность. Всё это стало возможным благодаря реализации целого пакета инновационных технологий, к которым относятся:
- максимальное давление воспламенения в 200 бар;
- технология Common Rail 4-го поколения с увеличенным давлением и новой концепцией пьезофорсунок;
- более крупные сопла распыления масла и переменный водяной насос;
- двухступенчатый нагнетатель.

Томас Вебер, ответственный за научные исследования и опытно-конструкторские разработки Mercedes-Benz, отметил:

«Выставочный образец — это не только восхитительное воплощение нового дизайна. Установленная на модели новая высокопроизводительная и экономичная система с приводом от дизельного двигателя и технологией BlueTEC позволяет утверждать, что в дальнейшем автомобили Mercedes-Benz будут представлять собой своеобразный эталон долговечности, а также эстетической привлекательности, позволяя получать истинное наслаждение от вождения и комфорта»

### Подвеска
3-х рычажная передняя и независимая подвесная задняя подвески обеспечивают безопасные, гибкие характеристики управляемости автомобилем. Технические элементы включают пакет AGILITY CONTROL с регулировкой амортизаторов, а также систему PRE-SAFE® с технологией упреждающих мер по защите водителя и пассажиров.

## Галерея

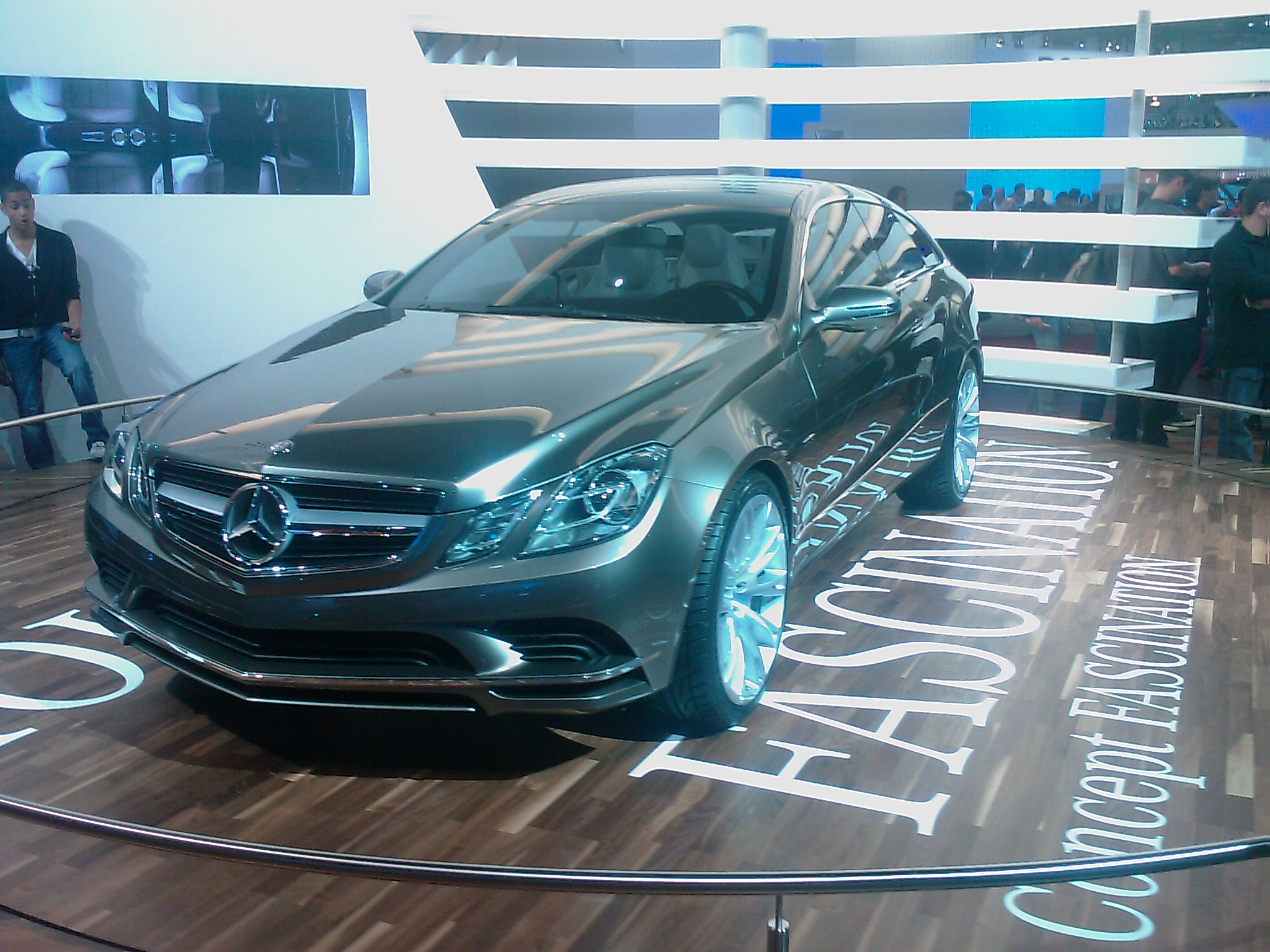
ConceptFASCINATION, вид спереди
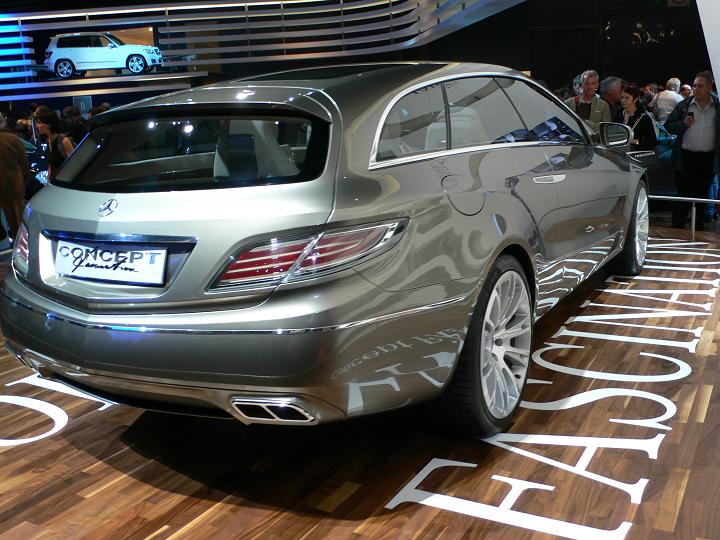
ConceptFASCINATION, вид сзади
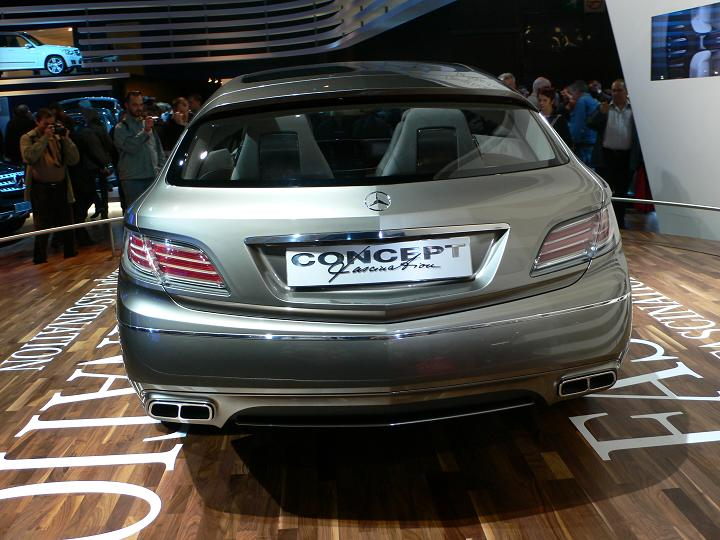
ConceptFASCINATION, вид сзади